# Юсупова Тетяна Василівна
Княгиня  Тетяна Василівна Юсупова, уроджена Енгельгардт (нар. 1769 — пом. 1841) — племінниця князя Потьомкіна, фрейліна імператриці Катерини II.

## Життєпис
Народилася 1769 року в небагатій родині ротмістра смоленської шляхти Василя Андрійовича Енгельгардта (пом.. 1794) і Марфи (Олени) Олександрівни Потьомкіної (1725-1775), рідної сестри князя Таврійського. Молодша сестра Варвари, Катерини, Олександри та Василя Енгельгардта. Її дитинство збіглося з періодом піднесення знаменитого дядька, тому всі сестри Енгельгардт зробили блискучі партії. Краса, м'який характер, заступництво знаменитого дядька забезпечили їй, як і сестрам, блискуче майбутнє.
Ще не досягнувши 12 років, Тетяна вже була зроблена фрейліною Катерини II. Потрапивши в обстановку пишного царського двору з бідної провінції, Тетяна привертала до себе увагу не тільки як племінниця найбільш могутнього вельможі, але і як розумна, жива і красива дівчина. Так герцогиня Кінгстон, яка відвідала Санкт-Петербург і була прийнята при дворі, настільки сильно прив'язалася до п'ятнадцятирічної фрейліни, ставлячись до неї як до дочки, що навіть погоджувалася зробити її спадкоємицею всього свого величезного стану, якщо тільки та поїде з нею до Англії. Однак племінниця Потьомкіна, давно вже не потребувала фінансової підтримки, відповіла відмовою.

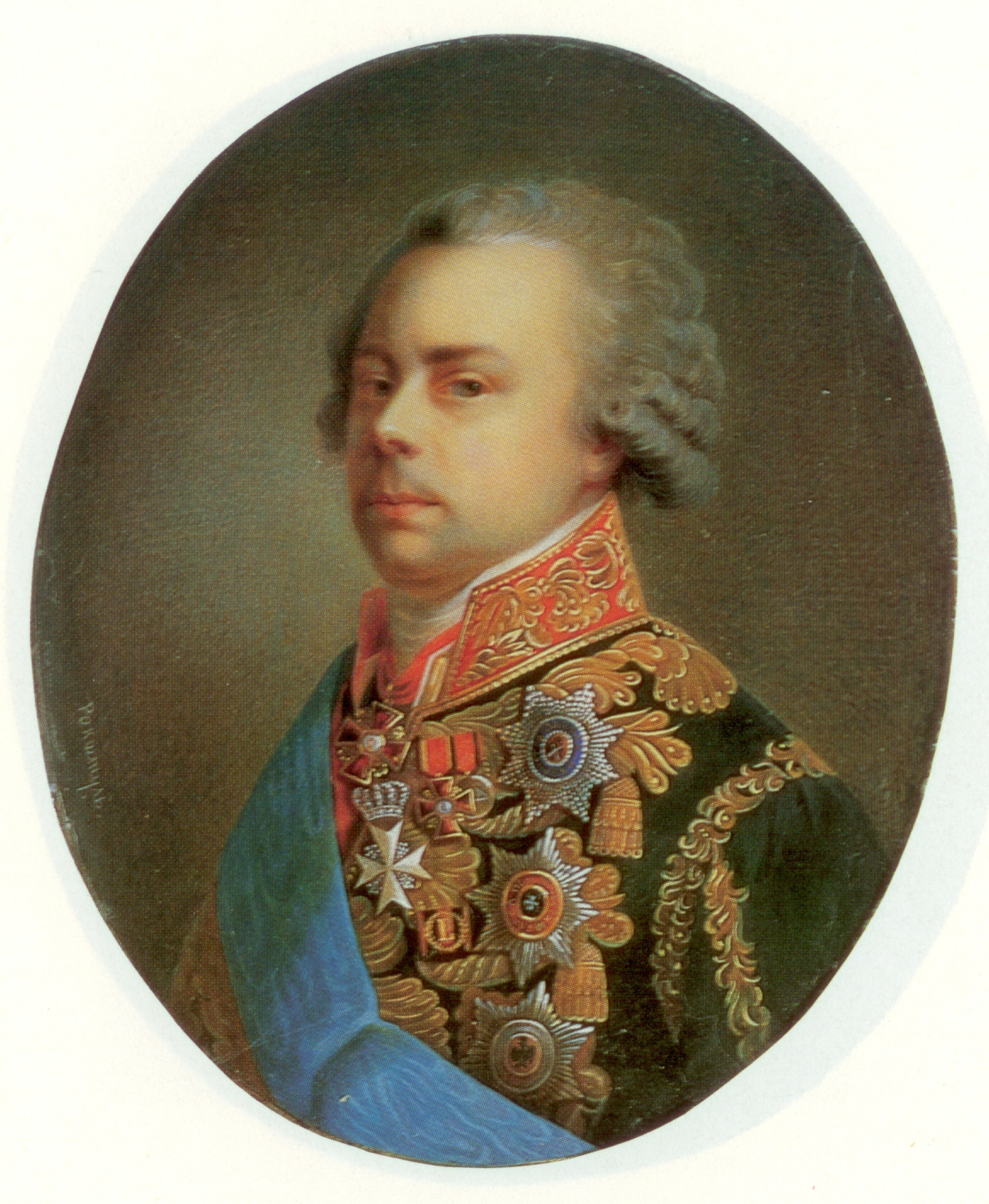
Князь Микола Юсупов

Замість цього 11 вересня 1785 року Тетяна Василівна вийшла заміж за свого далекого родича, старішого її на 25 років генерал-поручика Михайла Сергійовича Потьомкіна (1744-1791). У подружжя народилося двоє дітей, причому хрещеною дочки Катерини була сама імператриця. Однак шлюб тривав недовго, через шість років, у 1791 році, її чоловік раптово помер. Овдовівши Тетяна Василівна, віддалилася від двору і знову почала зрідка з'являтися при дворі лише за наполегливим проханням самої імператриці.
Незабаром вона познайомилася з блискучим вельможею, князем Миколою Борисовичем Юсуповим, який тільки повернувся з Італії, де був з посольством. При благословенні Катерини II в 1793 році відбулося їх весілля. Через рік у них народився син Борис. Однак шлюб був невдалий, і незабаром подружжя стали жити окремо. Тетяна знову залишила двір і повністю присвятила себе вихованню сина.
Будучи господинею відомого петербурзького салону, в своєму будинку на Англійській набережній Юсупова збирала обране коло осіб. До нього входив, наприклад, Гаврило Державін, який залишив в альбомі княгині вірші «До матері, яка сама виховує дітей своїх» і «Сплячий Ерот». Будинок її відвідували також Іван Крилов, Василь Жуковський, Олександр Пушкін. Жила у княгині дочка засланця Параска Луполова, яка приїхала до столиці шукати милості для батька і знайшла заступництво княгині. В будинку Юсупових вона була представлена імператриці Марії Федорівні. Незабаром її батько був помилуваний, а завдяки знайомствам Юсуповою історія стала широко відомою і була неодноразово описана в європейській літературі.

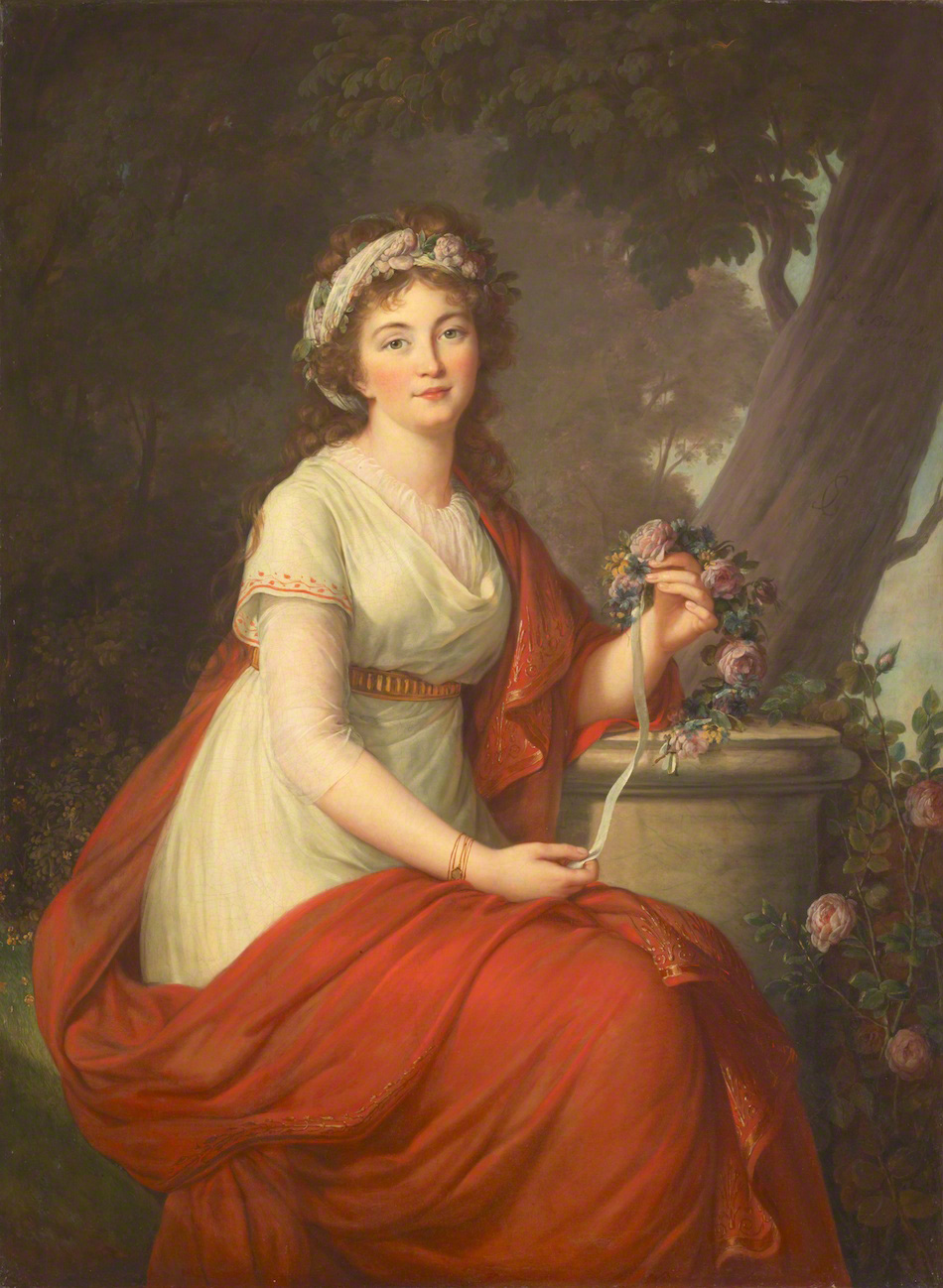
Тетяна Юсупова на портреті Виж-Лебрен (1797)

Завдяки своєму практичному вмінню і майстерному управління справами, Тетяна Василівна сама займалася управлінням численних маєтків чоловіка і зуміла збільшити і без того величезний статок родини, хоча лише її спадок від Потьомкіна становила 18 мільйонів рублів. Княгиня вважалася у суспільстві знавцем у фінансових питаннях, багато хто до неї зверталися за порадами. Деякі переймали її скромний спосіб життя, звичку до простого столу і нелюбов до розкоші через скупість. Але в дійсності вона витрачала великі суми на благодійність, причому найчастіше анонімно. Лише випадково люди дізнавалися, що звалилася, як за помахом чарівної палички, необхідна сума грошей походила від княгині Юсупової. Так, вона брала діяльну участь у долі кріпака поета Слєпушкіна і допомогла йому викупитися на волю, зібравши необхідну суму грошей.
Захоплювалася збиранням дорогоцінних каменів. В її колекції знаходилися кілька всесвітньо відомих каменів, наприклад діамант «Полярна Зірка», сережки Марії-Антуанетти, алмаз Аль-дебаран, великий сапфір, перлова і діамантова діадема Неаполітанської королеви, дружини Мюрата Кароліни. Прикрашала колекцію і знаменита перлина Пелегріна. 
Пережила чоловіка на десять років, померла 25 травня 1841 року, «зберігши до кінця знамениті свої розум і шарм». Похована в Благовіщенській церкві Олександро-Невської лаври.

## Діти
Від першого шлюбу:
- Олександр (1787-1872), дійсний таємний радник, одружений з княжною Тетяною Борисівною Голіциною.
- Катерина (1788-1872), одружена з графом  О. І. Рибопьєром (1783-1865).

Від другого шлюбу:
- Борис (1794-1849), гофмейстер, почесний опікун.
- Микола (10.12.1795[3]-18.03.1796[4]).
- Марія (17.03.1802[5]— ?)

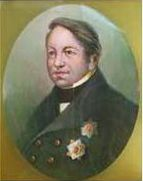
Олександр Потьомкін
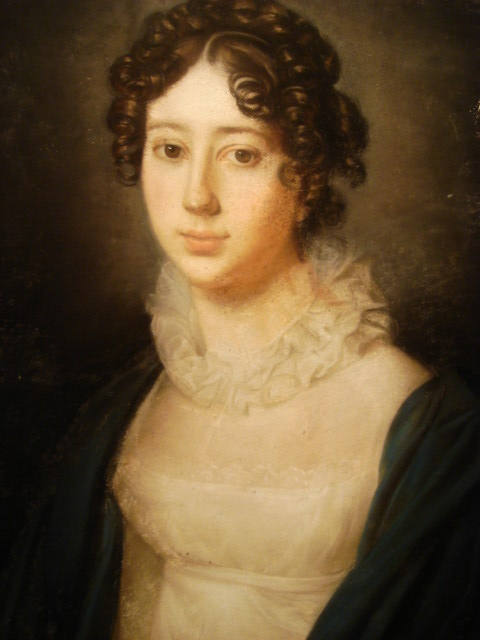
Катерина Рібоп'єр
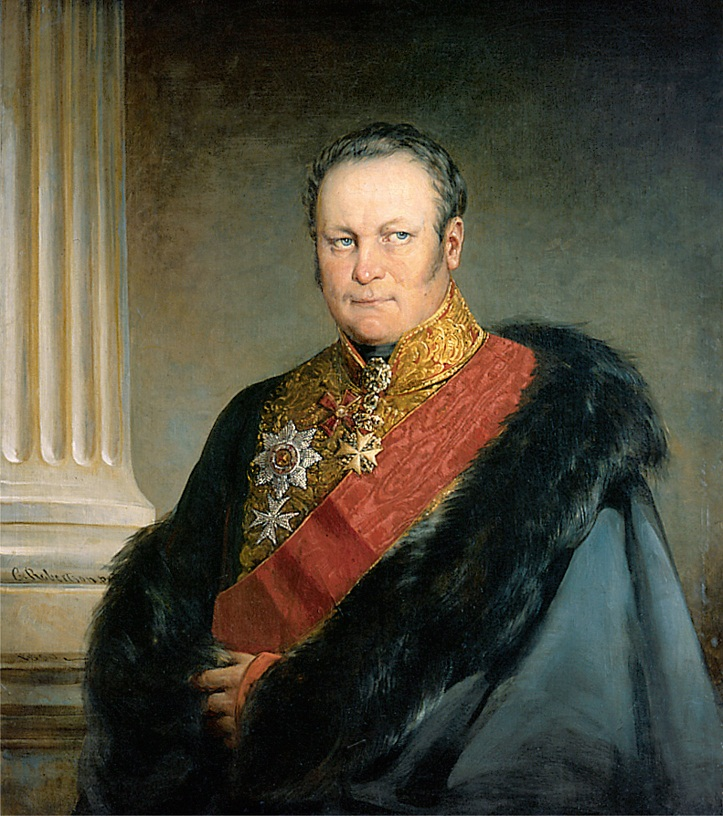
Борис Юсупов